# Treinpersoneel
Treinpersoneel is personeel van een spoorwegonderneming dat dienstdoet aan boord van een trein. Zij dragen vóór, tijdens en na afloop van iedere treinrit de verantwoordelijkheid voor het goede verloop van de rit, het comfort en de veiligheid van de passagiers en de juiste afhandeling van ongelukken en calamiteiten.
Soms is er ook personeel van cateringbedrijven (bijvoorbeeld de bediening van een railtender) op de trein dat geen deel uitmaakt van het treinpersoneel. Zodra deze personen echter een rol hebben bij calamiteiten met bijhorende opleiding, zoals voor de evacuatie van de trein, worden ze als treinpersoneel beschouwd.
Personeel dat incidenteel op de trein komt zoals bij controleploegen of spoorwegpolitie worden niet als treinpersoneel beschouwd daar ze niet verbonden zijn met treindiensten.
Treinpersoneel heeft bij de meeste spoorwegbedrijven bijzondere statuten en arbeidscontracten die afwijkend zijn van die van het kantoorpersoneel. In Europa worden de opleidingen voor het treinpersoneel getoetst door de spoortoezichthouder die tevens de exploitatievergunning geeft aan de spoorbedrijven. Bij grensoverschrijdend verkeer heeft het personeel extra opleiding nodig om in beide spoornetten/landen te kunnen werken.

## Voorbeelden
- machinist (treinbestuurder, wagenvoerder, meester)
- conducteur (hoofdconducteur (HC), controleur, chef van de trein)
- stoker (leerling, op stoomlocomotieven)
- remmer (in de tijd nog niet alle treinen doorgaand beremd waren)